# Chiroptéroduc

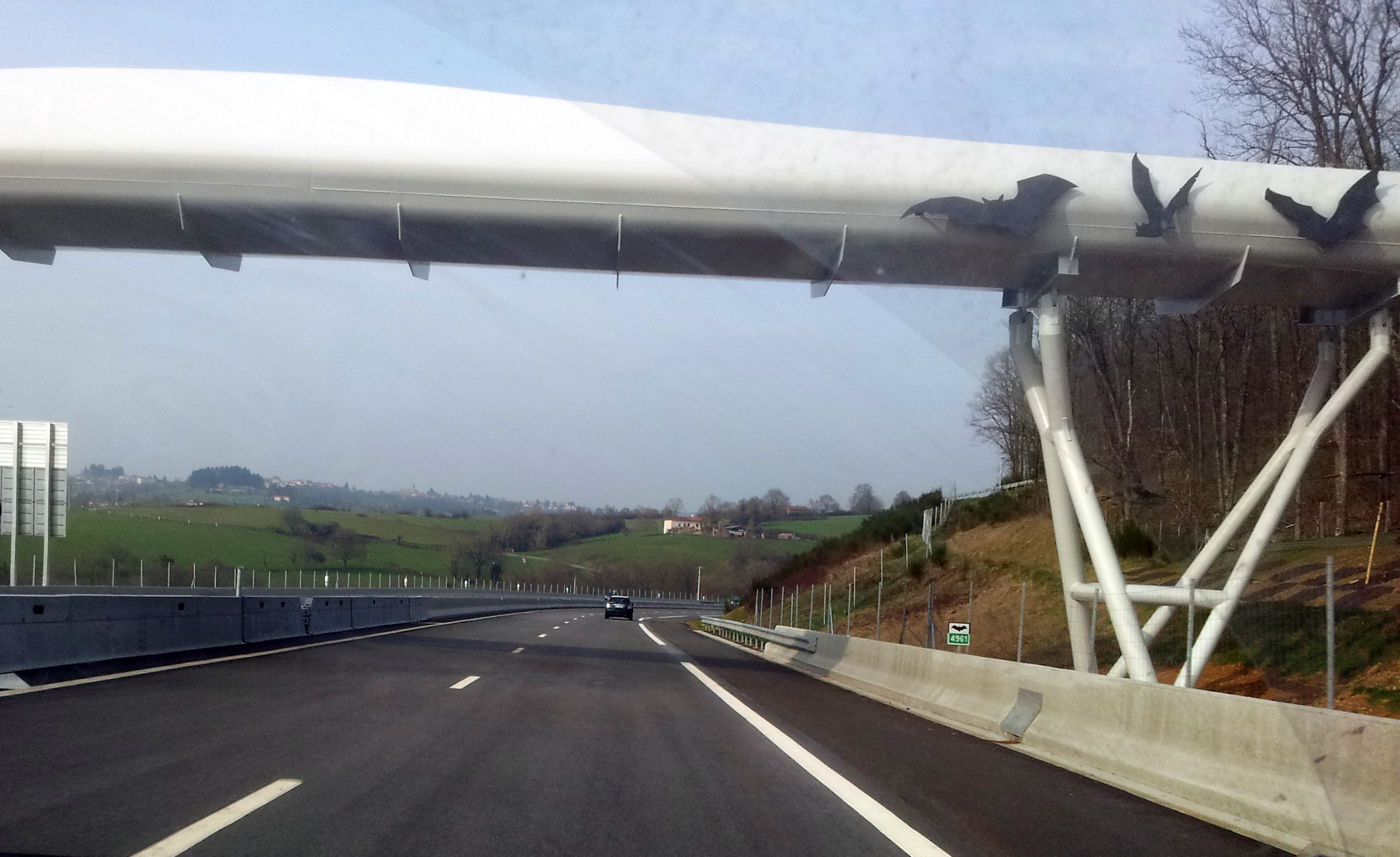
Passerelle à chauves-souris sur l'A89, près de Balbigny

Un chiroptéroduc, ou passerelle à chiroptères, est une passerelle à chauves-souris destiné à éviter les collisions de ces petits mammifères avec les automobiles. Il constitue un type de couloir de franchissement pour chiroptères,.

## Localisations des dispositifs existants
Le premier chiroptéroduc installé l'a été sur l'A65 entre le diffuseur de Roquefort et celui du Caloy dans les Landes, en février 2012.
Deux ouvrages de cette nature ont été également construits à titre expérimental sur l'A89 près de Balbigny, en novembre 2012,.

## Critiques du dispositif
Ces dispositifs sont expérimentaux et doivent faire l'objet d'une évaluation,. Les 2 passerelles sur l'A89 ne sont pas fonctionnelles car posées sur des emplacements inappropriés : ravin à l'extrémité de l'une et mur de talus pour la seconde[réf. nécessaire].